# Crustorhabditis
Crustorhabditis är ett släkte av rundmaskar. Crustorhabditis ingår i familjen Rhabditidae.
Släktet innehåller bara arten Crustorhabditis scanica.